# Peter John Byrne
Peter John Byrne (n. Manhattan, Nueva York, Estados Unidos, 24 de julio de 1951) es un obispo católico y teólogo estadounidense.
Desde agosto de 2014, al haber sido nombrado por el Papa Francisco, es Obispo auxiliar de Nueva York y titular de Cluain Iraird.
Habla con fluidez los idiomas: inglés, español y francés.

## Biografía

### Formación
Nacido en el distrito de Manhattan, el día 24 de julio de 1951.
Fue educado en primaria y secundaria en la Immaculate Conception School y en el Cardinal Hayes High School.
Más tarde obtuvo una licenciatura en Teología por la Universidad de Fordham en Nueva York y preparó su sacerdocio en el Seminario San José de Dunwoodie (Yonkers). 

### Sacerdocio
Fue ordenado sacerdote el 1 de diciembre de 1984, por el cardenal Mons. John O'Connor.
Tras su ordenación, inició su ministerio pastoral como vicario parroquial en la parroquia Santa Teresa de Ávila de Sleepy Hollow. Luego en 1992 pasó a ser administrador de la iglesia Santo Tomas De Aquino de El Bronx, en 1994 de la parroquia San Juan Bautista de la Salle, en 1995 se desempeñó como Párroco de la Iglesia Inmaculada Concepción en Staten Island y en 2015 en la Iglesia Santa Isabel de Washington Heights.

## Episcopado

### Obispo Auxiliar de New York
Actualmente desde el 14 de junio de 2014, tras haber sido nombrado por el Papa Francisco, es el nuevo Obispo auxiliar de la Arquidiócesis de Nueva York y Obispo titular de la Diócesis de Cluain Iraird.
Al ser elevado al episcopado, escogió su escudo y la frase: "Deus Est Fidelis" (en latín).
Recibió la consagración episcopal el día 4 de agosto del mismo año, a manos del Cardenal-Arzobispo de Nueva York Mons. Timothy Michael Dolan y de sus co-consagrantes: los también obispos auxiliares de esta sede Mons. Dominick John Lagonegro y Mons. Gerald Thomas Walsh.